# Processor number
Il Processor Number è una notazione utilizzata da Intel e AMD per differenziare i vari modelli dei loro processori in base ad architettura, frequenza di funzionamento, funzionalità aggiuntive, ecc.
La prima ad introdurre tale sistema di notazione è stata AMD con il suo Athlon XP, successivamente anche Intel con i Pentium 4 Prescott, i Pentium M Dothan, e gli altri chip iniziò ad utilizzare il processor number conscia del fatto che la sola indicazione del clock del processore non era più sufficiente per evidenziare le differenze tra i vari modelli e per confrontare le prestazioni.

## Notazione utilizzata da AMD
AMD è stata la prima ad utilizzare il Processor Number per identificare i suoi processori. Iniziò con l'Athlon XP, basato su core Palomino ed era composto da 4 cifre seguite da un '+'. Il primo modello era L'Athlon XP 1400+ che funzionava a 1,3 GHz. La cifra 1400+ stava ad indicare che tale CPU aveva le stesse prestazioni di un ipotetico Athlon XP Thunderbird a 1,4 GHz. Successivamente lo stesso metodo di numerazione è stato applicato anche agli Athlon 64 e ai Sempron, ma è stato criticato in quanto in commercio si trovano Athlon 64, Athlon 64 X2 (dual core) e Sempron tutti con lo stesso processor number e quindi il consumatore ha le idee ancora più confuse di prima nell'identificazione delle differenze.
Per il nuovo processore mobile Turion 64 invece, AMD ha deciso di variare la composizione del processor number utilizzato. Mentre gli Athlon 64 Mobile sono identificati utilizzando il numero a quattro cifre seguito dal segno '+' (esempio: Athlon 64 3000+), ogni modello Turion 64 sarà identificato da un codice alfanumerico che consisterà in due lettere e due numeri, come per esempio MT-28. La prima delle due lettere sarà sempre una M (che sta per "mobile"), e indica che la CPU è progettata per l'utilizzo con i notebook. La seconda lettera indica il "fattore mobilità" della CPU: più la lettera si avvicina alla "Z", più la CPU sarà indicata per un utilizzo mobile. In altre parole, una lettera alta indica un consumo energetico minore. Al momento esistono due classi: la variante "L" che consuma un massimo di 35 W, e la variante "T" che raggiunge un massimo di 25 W. I due numeri successivi indicano le prestazioni. Il valore del numero è proporzionale alla potenza della CPU.

## Notazione utilizzata da Intel
Il processor number di Intel è composto considerando i seguenti quattro elementi:
- Architettura
- Cache
- Clock
- Bus

ed è composto da un numero a più cifre in cui la posizione di ogni cifra ha un ben preciso significato.

### Prima notazione
I primi processor number utilizzavano tre cifre. La prima cifra a sinistra era ovviamente la più importante, ed indicava la categoria di mercato a cui veniva indirizzato il processore: la classe 3xx identificava i processori definiti "value", ovvero di fascia bassa, sostanzialmente i Celeron; la serie 5xx si applicava invece ai Pentium 4 e Pentium 4-M, mentre 7xx identificava i processori di fascia alta, Pentium 4 Extreme Edition per i desktop e Pentium M per la serie mobile.
Intel non intende proporre il processor number come identificativo né di prestazioni né di prezzo. All'atto pratico, però, una correlazione c'è. La cifra interna, infatti, dipende dalla combinazione di frequenza, cache e velocità di FSB, che in qualche modo determinano le performance e hanno un loro corrispettivo nel prezzo. L'ultima cifra, inoltre, serve ad indicare tecnologie di futura introduzione o altre già introdotte come XD-bit.

### Nuova notazione
Negli ultimi processori Intel, appartenenti all'architettura "Core" introdotta con il Core Duo Yonah e i suoi successori, è stato creato un nuovo processor number in cui la lettera identifica la "classe energetica" della CPU in questione: il suffisso "U" sta ad indicare quelle CPU con consumi sotto i 15 W (ultra-low voltage); "L" tra i 15 e i 24 W (low voltage); "T" fra i 25 e i 55 W (standard mobile); "E" fra i 55 e i 75 W (standard desktop); e "X" sopra i 75 W (extreme).